# Paul Mehnert
Karl Paul Mehnert (* 7. Mai 1852 in Klösterlein bei Aue; † 18. Juli 1922 in Norwegen) war ein deutscher Rittergutsbesitzer und Politiker des Konservativen Landesvereins in Sachsen. Er war von 1885 bis 1918 Mitglied des sächsischen Landtages und von 1899 bis 1909 Präsident der II. Kammer. Zudem war er von 1890 bis 1893 Mitglied des Reichstages.

## Leben und Wirken
Der Sohn des Landtagsabgeordneten Karl Mehnert (1811–1885) wurde auf dem Rittergut Klösterlein, das sein Vater von 1848 bis 1874 besaß, geboren und erzogen. Nach Besuch der lokalen Volksschule führte sein weiterer Bildungsweg über eine Privatschule schließlich an das Vitzthumsche Gymnasium in Dresden. Als Einjährig-Freiwilliger leistete er anschließend seinen Militärdienst ab und gehörte auch nach dessen Beendigung als Reserveoffizier dem 1. sächsischen Husaren-Regiment an.
An der Universität Leipzig begann er 1873 ein Studium der Rechtswissenschaft, wechselte 1874 kurzzeitig an die Universität Bonn und legte schließlich 1875 nach seiner Rückkehr nach Leipzig sein Examen ab. In Leipzig wurde er Mitglied der Landsmannschaft Grimensia. Nach erfolgreich abgeschlossener Promotion arbeitete er von Oktober 1876 bis zum März 1877 als Accessist beim Amtsgericht in Schandau, bevor er sein Referendarexamen ablegen konnte. Im Mai 1877 wurde er vom Direktorium des Landwirtschaftlichen Kreditvereins, dem sein Vater vorstand, zum Bevollmächtigten bestellt. Gleichzeitig arbeitete er für einen Dresdner Rechtsanwalt. Durch seine Heirat mit Katharina Ackermann (1854–1934) wurde er 1877 zum Schwiegersohn des Landtagsabgeordneten und späteren Kammerpräsidenten Karl Gustav Ackermann. 1883 trat er in die Anwaltskanzlei seines Schwiegervaters ein.
Im Oktober 1885 übernahm er von seinem Vater den Vorsitz des Landwirtschaftlichen Kreditvereins, den er bis zu seinem Tod innehatte. Als Vertreter des 27. ländlichen Wahlkreises (Roßwein, Waldheim, Hainichen, Oederan) wurde er für den Konservativen Landesverein in die II. Kammer des Sächsischen Landtags gewählt, der er von 1885 bis 1909 angehörte. Von 1890 bis 1893 war er zusätzlich als Abgeordneter des Wahlkreises Döbeln Mitglied des Reichstags, wo er sich der deutsch-konservativen Fraktion anschloss. 1895 übernahm er den Vorsitz der konservativen Fraktion in der II. Kammer des sächsischen Landtags. Neben Georg von Metzsch-Reichenbach forcierte er entscheidend die Einführung des Dreiklassenwahlrechts in Sachsen, mit dem der aufstrebende Einfluss der Sozialdemokraten eingedämmt werden sollte. Er gilt als einflussreichster Protagonist der sächsischen Konservativen um die Jahrhundertwende und wird als „ungekrönter König Sachsens“ bezeichnet.
Den Fraktionsvorsitz gab Mehnert auf, als er 1899 als Nachfolger seines Schwiegervaters Präsident der II. Kammer wurde. Im gleichen Jahr gab er seine Zulassung als Rechtsanwalt auf. Nachdem 1909 das Pluralwahlrecht in Sachsen eingeführt worden war, erlitten die Konservativen eine heftige Wahlniederlage und büßten die Hälfte ihrer Mandate ein. Eine Wiederwahl in das Präsidentenamt wurde so unmöglich. Der sächsische König Friedrich August III. berief Mehnert daraufhin auf Lebenszeit in die I. Kammer, der er bis zur letzten Sitzung dieses Parlamentshauses am 6. November 1918 angehörte.

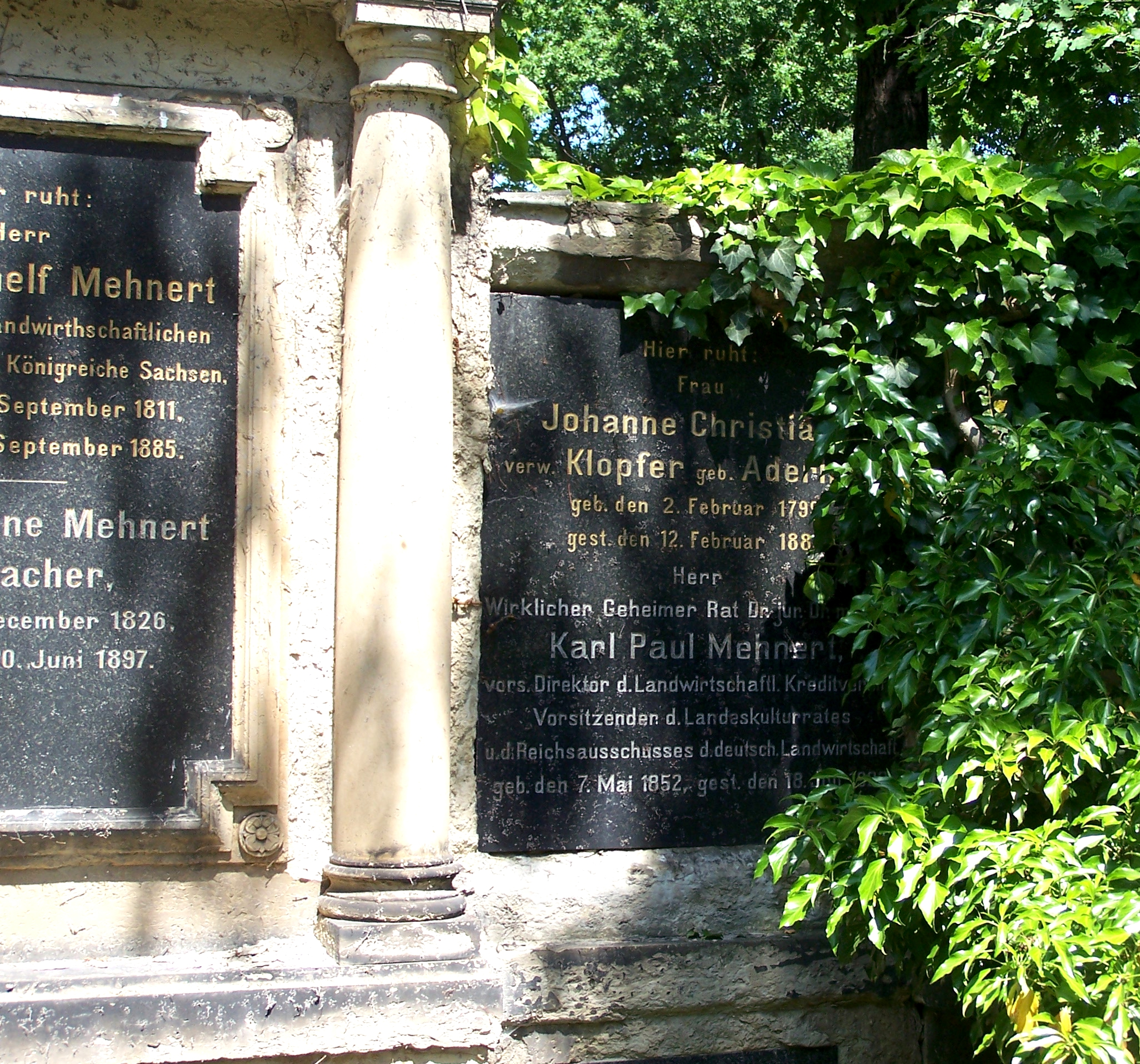
Grab Mehnerts auf dem Inneren Neustädter Friedhof in Dresden

Mehnert besaß die Rittergüter Klösterlein, Medingen und Drebach bei Wolkenstein. Sein Vermögen wurde 1912 auf 1,2 Millionen Mark geschätzt. Neben seiner Parlamentskarriere engagierte er sich als Präsident oder Vorstandsmitglied in diversen landwirtschaftlichen Interessenvertretungen, gehörte dem Aufsichtsrat der Vogtländischen Maschinenfabrik (VOMAG) und der Lebensversicherungsbank Arminia AG an.
Mehnert verstarb 1922 auf einer Reise in Norwegen. Er ist im Familiengrab auf dem Inneren Neustädter Friedhof in Dresden bestattet.
Sein Bruder Maximilian Mehnert (1861–1941) war von 1915 bis 1918 ebenfalls Abgeordneter des Sächsischen Landtags.

## Ehrungen
Während seines Wirkens im Königreich Sachsen erhielt er die Titel Hofrat und Wirklicher Geheimer Rat, der die Anrede als Exzellenz erlaubte, verliehen.